# Burraneer Bay
Die Burraneer Bay ist eine Bucht am unteren Mündungsbereich des Hacking River von Port Hacking im südlichen Sydney, im Bundesstaat New South Wales, Australien.

## Lage und Merkmale
Mit einem Einzugsgebiet, das viele der südlichsten Vororte des Sutherland Shire entwässert, liegt die Burraneer Bay in der Nähe des Treffpunkts von Hacking River und dem Mündungssystem von Port Hacking, wo sie auf die Gunnamatta Bay trifft und in die Bate Bay mündet. Das Einzugsgebiet der Bucht wird im Süden durch Port Hacking, im Osten durch das Untereinzugsgebiet der Gunnamatta Bay, im Westen durch das Untereinzugsgebiet der Dolans Bay und im Norden durch das Untereinzugsgebiet der Woolooware Bay begrenzt. Die Bucht ist umgeben von den Vororten Burraneer im Norden und Osten, Caringbah South im Nordwesten und Westen sowie Dolans Bay und Port Hacking im Südwesten, wo die Bucht in das Mündungssystem übergeht. Eine Marina befindet sich auf der nordwestlichen Seite der Burraneer Bay.
Bekannte Persönlichkeiten, die in der Umgebung der Burraneer Bay gelebt haben, sind die Cricketspieler Ricky Ponting und Glenn McGrath.
Burraneer ist ein Aborigine-Wort, das „Spitze der Bucht“ bedeutet. Die Bucht wurde 1827 von dem Landvermesser Robert Dixon benannt, der viele der Buchten in der Region mit Aborigine-Namen versah.